# Congregação de São Basílio
A Congregação de São Basílio (em latim: Congregatio a Sancto Basilio) é um instituto religioso de direito pontifício, cujos membros são chamados de padres basilianos. Seus membros usam o sufixo C.S.B.

## História
A congregação foi fundada por Joseph Bouvier Lapierre (1757-1838), um pároco de Saint-Symphorien-de-Mahun, na diocese de Viviers, quem em 1798 começou a se dedicar ao ensino e em 1800 abriu um seminário menor e um colégio; em 1802, após a concordata entre Napoleão Bonaparte e o Papa Pio VII, a obra foi transferida para Annonay.
Para garantir a continuidade do trabalho realizado no colégio, com o consentimento de Claude de La Brunière (bispo de Mende e administrador de Viviers), em 21 de novembro de 1822 Lapierre e nove colegas professores deram início a uma nova congregação religiosa com o nome de São Basílio, titular da paróquia onde o seminário estava localizado.
Em 1852, os padres de São Basílio também abriram uma escola em Toronto, de onde os religiosos se espalharam por vários lugares do Canadá e dos Estados Unidos. Após as leis anti-congregação francesas de 1903, a sede do instituto foi transferida para a América e os padres foram divididos em dois ramos autônomos: um canadense, com sede em Toronto, e um francês com sede em Viviers (os dois ramos se reuniram em 1955).
O instituto obteve o Decretum laudis do Papa Gregório XVI em 15 de setembro de 1837; foi definitivamente aprovado pela Santa Sé em 18 de setembro de 1863 e suas constituições, em 1913.

## Atividade e difusão
Os sacerdotes de São Basílio se dedicam principalmente à educação dos jovens, à pastoral paroquial e ao apostolado missionário.
Eles estão presentes no Canadá, Estados Unido, México e Colômbia: a sede se encontra em Toronto, Canadá.
No final de 2017, o instituto contava com 25 casas e 172 religiosos, dos quais 154 eram sacerdotes.